# Ясенец
Я́сене́ц (лат. Dictámnus) — олиготипный род растений семейства Рутовые, подсемейства Toddalioideae.
Наиболее известный вид — Ясенец белый (Dictamnus albus L.) (синонимы: [syn.  Dictamnus fraxinella Pers.], [syn.  Dictamnus caucasicus (Fisch. & C.A.Mey.) Grossh.]; другие русские названия — дикий бадьян, волкана, ясеник, бодан, ясенник, бадан.

## Ботаническое описание

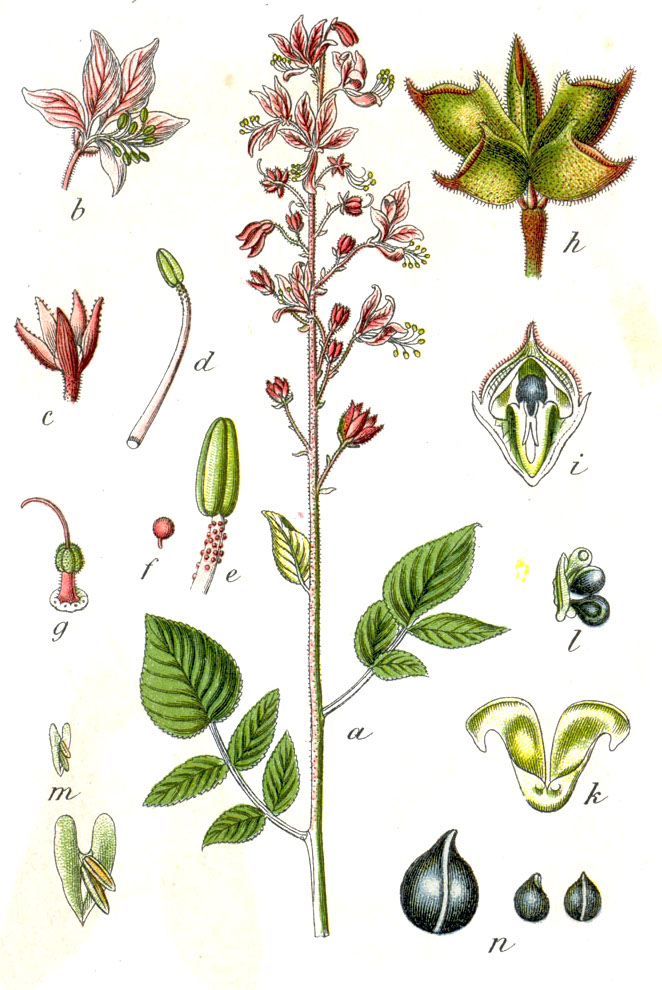
Ясенец белый.

Ясенец белый — многолетнее корневищное травянистое растение до 90 см высотой. Всё растение, а особенно плоды, при растирании издаёт аромат, напоминающий аромат лимона.
Листья тёмно-зелёные непарноперистые, похожие на листья ясеня, отсюда его русское название. Продолговато-ланцетные листочки опушены.
Цветки довольно крупные, до 2,5 см в диаметре, белые с пурпуровыми жилками или розовые, красноватые, сиреневые с тёмно-пурпуровыми жилками, зигоморфные; пять чашелистиков, пять лепестков, из которых четыре обращены вверх, а пятый вниз, тычинок десять, согнутых. Цветки собраны в кистевидные соцветия до 15 см длиной. Цветёт в июне — июле 40—45 дней.
Плод — пятигнёздная коробочка с чёрными блестящими семенами, распадающаяся при созревании на пять мешочков, причём внутриплодник отделяется и выскакивает с семенами.
Плоды содержат в большом количестве эфирные масла, выделяющиеся в период созревания семян. Если в жаркий солнечный безветренный день к ясенцу поднести зажжённую спичку, то над ним вспыхнет пламя, само же растение от огня не пострадает. Отсюда народное название этих растений — «неопали́мая купина́». Существует предположение, что это растение соответствует несгорающему «кусту» из Ветхого Завета (Исх. 3:2).
Соприкосновение с живым растением во время цветения в тихую солнечную погоду вызывает приблизительно через сутки явления ожога, с образованием пузырей.
Образование пузырьков, особенно при больших ожогах, сопровождается недомоганием, головной болью, повышением температуры тела. Поражения кожи, вызываемые ясенцом, напоминают термические и химические ожоги. Заживают очень медленно, и на месте ожогов остаются пигментные пятна.

Лечение: общие правила оказания помощи при контакте с растениями, обладающими кожно-обжигающим действием. Возможно также применение примочек с 0,1%-ным раствором марганцовокислого калия или 1%-ным синтомициновой эмульсии с новокаином.
|                            |  |
| Ясенец белый: цветок, плод |  |

## Распространение и среда обитания
Ареал охватывает практически всю территорию Европы и умеренные районы Азии (от Турции и Сирии до Кореи).
В России растёт дико на юге европейской части, на Кавказе и в южной Сибири до Амурской области.
Растёт на каменистых местах, по кустарникам, преимущественно на известковой почве.

## Использование и применение
Распространено в декоративном садоводстве, ценится за неприхотливость к условиям, аромат и обильное и продолжительное цветение. Чаще всего размножается подзимним посевом семян. В культуре с глубокой древности.
Листья в Сибири используют как суррогат чая.
В прежнее время разные части растения, особенно кора корня, применялись в лечении различных болезней.

## Классификация
Список видов с указанием ареалов:
- Dictamnus albus L. — Ясенец белый. Евразия от Испании до Кореи.
- Dictamnus angustifolius G.Don ex Sweet — Ясенец узколистный. Россия (Алтай), Казахстан, Киргизия, Таджикистан.
- Dictamnus dasycarpus Turcz. — Ясенец мохнатоплодный. Восточная Сибирь, Приморье, Монголия, север Китая, Корея.

Согласно современным источникам, род содержит единственный вид Dictamnus albus.